# Ріккардо Сапонара
Ріккардо Сапонара (італ. Riccardo Saponara, нар. 21 грудня 1991, Форлі) — італійський футболіст, півзахисник «Верони».
Виступав за молодіжну збірну Італії.

## Клубна кар'єра
Народився 21 грудня 1991 року в місті Форлі. Вихованець юнацьких команд футбольних клубів «Равенна» та «Емполі».
У дорослому футболі дебютував 2008 року виступами за команду «Равенна», в якій провів один сезон, взявши участь у 3 матчах чемпіонату. 
Своєю грою за цю команду привернув увагу представників тренерського штабу клубу «Емполі», до складу якого приєднався 2009 року. Відіграв за команду з Емполі наступні чотири сезони своєї ігрової кар'єри. Більшість часу, проведеного у складі «Емполі», був основним гравцем команди.
2013 року уклав контракт з клубом «Мілан», у складі якого провів наступні два роки своєї кар'єри гравця. 
З 2015 року знову, цього разу два сезони захищав кольори «Емполі». Граючи також здебільшого в основному складі команди.
З 2017 року захищав кольори команди «Фіорентина». Тренерським штабом нового клубу також розглядався як гравець «основи», проте наступного року був відданий в оренду до «Сампдорії».
А ще за рік, у 2019, став гравцем клубу «Дженоа», також на умовах оренди з «Фіорентини». За півроку відіграв за генуезький клуб чотири матчі в національному чемпіонаті, після чого першу половину 2020 року провів у «Лечче», команді якого не допоміг зберегти місце в Серії A.
Сезон 2020/21 розпочав у лавах «Фіорентини», проте вже за півроку був знову орендований, цього разу «Спецією». Після завершення цієї оренди нарешті виборов собі місце в основному складі «Фіорентини», провівши у цьому статусі два сезони.
21 липня 2023 року однорічний контракт із досвідченим півзахисником уклала «Верона».

## Виступи за збірні
2009 року дебютував у складі юнацької збірної Італії (U-18), загалом на юнацькому рівні взяв участь у 4 іграх.
Протягом 2011–2013 років залучався до складу молодіжної збірної Італії. На молодіжному рівні зіграв у 22 офіційних матчах, забив 3 голи.

## Статистика виступів

### Статистика клубних виступів
Станом на 21 серпня 2023
| Сезон                  | Команда                | Чемпіонат              | Чемпіонат | Чемпіонат | Національний кубок | Національний кубок | Національний кубок | Континентальні кубки | Континентальні кубки | Континентальні кубки | Інші змагання | Інші змагання | Інші змагання | Усього | Усього | Усього |
| Сезон                  | Команда                | Ліга                   | Ігор      | Голів     | Ліга               | Ігор               | Голів              | Ліга                 | Ігор                 | Голів                | Ліга          | Ігор          | Голів         | Ігор   | Голів  |        |
| ---------------------- | ---------------------- | ---------------------- | --------- | --------- | ------------------ | ------------------ | ------------------ | -------------------- | -------------------- | -------------------- | ------------- | ------------- | ------------- | ------ | ------ | ------ |
| 2008–09                | «Равенна»              | 1Д                     | 3         | 0         | КІ+КІ              | 1+3                | 0                  | -                    | -                    | -                    | -             | -             | -             | 7      | 0      |        |
| 2009–10                | «Емполі»               | B                      | 0         | 0         | КІ                 | 0                  | 0                  | -                    | -                    | -                    | -             | -             | -             | 0      | 0      |        |
| 2010–11                | «Емполі»               | B                      | 17        | 0         | КІ                 | 0                  | 0                  | -                    | -                    | -                    | -             | -             | -             | 17     | 0      |        |
| 2011–12                | «Емполі»               | B                      | 30+2      | 1         | КІ                 | 2                  | 0                  | -                    | -                    | -                    | -             | -             | -             | 34     | 1      |        |
| 2012–13                | «Емполі»               | B                      | 36+4      | 11+2      | КІ                 | 0                  | 0                  | -                    | -                    | -                    | -             | -             | -             | 40     | 13     |        |
| 2013–14                | «Мілан»                | A                      | 7         | 0         | КІ                 | 0                  | 0                  | ЛЧ                   | -                    | -                    | -             | -             | -             | 7      | 0      |        |
| 2014-січ. 2015         | «Мілан»                | A                      | 1         | 0         | КІ                 | 0                  | 0                  | -                    | -                    | -                    | -             | -             | -             | 1      | 0      |        |
| Усього за «Мілан»      | Усього за «Мілан»      | Усього за «Мілан»      | 8         | 0         |                    | 0                  | 0                  |                      | -                    | -                    |               | -             | -             | 8      | 0      |        |
| січ.-черв. 2015        | «Емполі»               | A                      | 17        | 7         | КІ                 | 1                  | 0                  | -                    | -                    | -                    | -             | -             | -             | 18     | 7      |        |
| 2015–16                | «Емполі»               | A                      | 33        | 5         | КІ                 | 1                  | 0                  | -                    | -                    | -                    | -             | -             | -             | 34     | 5      |        |
| 2016-січ. 2017         | «Емполі»               | A                      | 18        | 2         | КІ                 | 1                  | 0                  | -                    | -                    | -                    | -             | -             | -             | 19     | 2      |        |
| Усього за «Емполі»     | Усього за «Емполі»     | Усього за «Емполі»     | 1?6       | 26+2      |                    | 5                  | 0                  |                      | -                    | -                    |               | -             | -             | 162    | 28     |        |
| січ.-черв. 2017        | «Фіорентина»           | A                      | 11        | 2         | КІ                 | -                  | -                  | ЛЄ                   | 0                    | 0                    | -             | -             | -             | 11     | 2      |        |
| 2017–18                | «Фіорентина»           | A                      | 18        | 0         | КІ                 | 2                  | 0                  | -                    | -                    | -                    | -             | -             | -             | 20     | 0      |        |
| 2018–19                | «Сампдорія»            | A                      | 22        | 2         | КІ                 | 2                  | 0                  | -                    | -                    | -                    | -             | -             | -             | 24     | 2      |        |
| 2019-січ. 2020         | «Дженоа»               | A                      | 4         | 0         | КІ                 | 1                  | 1                  | -                    | -                    | -                    | -             | -             | -             | 5      | 1      |        |
| січ.-черв. 2020        | «Лечче»                | A                      | 13        | 2         | КІ                 | -                  | -                  | -                    | -                    | -                    | -             | -             | -             | 13     | 2      |        |
| 2020-січ. 2021         | «Фіорентина»           | A                      | 2         | 0         | КІ                 | 1                  | 0                  | -                    | -                    | -                    | -             | -             | -             | 3      | 0      |        |
| січ.-черв. 2021        | «Спеція»               | A                      | 11        | 2         | КІ                 | 1                  | 2                  | -                    | -                    | -                    | -             | -             | -             | 12     | 4      |        |
| 2021–22                | «Фіорентина»           | A                      | 29        | 3         | КІ                 | 5                  | 0                  | -                    | -                    | -                    | -             | -             | -             | 34     | 3      |        |
| 2022–23                | «Фіорентина»           | A                      | 29        | 4         | КІ                 | 0                  | 0                  | ЛК                   | 10                   | 2                    | -             | -             | -             | 39     | 6      |        |
| Усього за «Фіорентину» | Усього за «Фіорентину» | Усього за «Фіорентину» | 89        | 9         |                    | 8                  | 0                  |                      | 10                   | 2                    |               | -             | -             | 107    | 11     |        |
| 2023–24                | «Верона»               | A                      | 0         | 0         | КІ                 | 1                  | 0                  | -                    | -                    | -                    | -             | -             | -             | 1      | 0      |        |
| Усього за кар'єру      | Усього за кар'єру      | Усього за кар'єру      | 307       | 43        |                    | 22                 | 3                  |                      | 10                   | 2                    |               | -             | -             | 339    | 48     |        |